# La Aguada
|  | No s'ha de confondre amb La Aguada y Costa Azul. |

La Aguada, o simplement Aguada, és un barri (barrio) de la ciutat de Montevideo, capital de l'Uruguai. L'etimologia del barri es deu al fet que durant l'època colonial i criolla hi havia molts pous d'aigua a la zona, sobretot els de la Fuente de las Canarias i Pozos del Rey. Actualment, és un dels barris més humits de la ciutat com a resultat del riu subterrani que discorre pels seus carrers i les seves avingudes (Av. Libertador i Av. General San Martín, entre d'altres).

## Informació general
Fins al segle xix, La Aguada (en català: L'Aigualida) era un barri rural, banyat per les aigües del Riu de la Plata. A poc a poc, amb el creixement de Montevideo, la zona va passar a ser un barri més de la capital uruguaiana, fins a convertir-se en el dia d'avui en un dels veïnats més populosos de la ciutat.
Entre els llocs destacats del barri apareixen el Palau Legislatiu, seu del Parlament de l'Uruguai, inaugurat el 25 d'agost de 1925; l'Estació Central General Artigas, principal terminal ferroviària del país (actualment abandonada); la Torre de les Telecomunicacions, el gratacel més notable de Montevideo; la seu del Club Atlético Aguada, important institució esportiva i social de la zona; i la Basílica de Nuestra Señora del Carmen, notable per haver estat el lloc de reunió de la Primera Assemblea Nacional Constituent. Un altre lloc destacat és el jardí d'infants "Enriqueta Compte y Riqué", el primer de l'Amèrica del Sud, fundat el 1892 per la mestra uruguaianocatalana del mateix nom.